# 蒂娜·乔玛特-彼德森
蒂娜·莫妮卡·乔玛特-彼得森（英語：Tina Monica Joemat-Pettersson，本姓乔玛特，1963年12月16日—2023年6月5日），南非政治人物，曾于2019年7月至2023年6月间任警察事务组合委员会主席，生前所属党派为非洲人国民大会，曾在2009年至2014年间担任農業、林業和漁業部部长，以及在2014年5月至2017年3月间担任能源部部长。
1994年，蒂娜以非洲人国民大会党员的身份在大选中当选北开普省立法会成员，其后又成功被选入该省的教育、艺术及文化执行委员会。1999年大选过后，随着所在执行委员会被分解，蒂娜被分配到了教育执行委员会。2004年，蒂娜又被选入北开普省农业及土地改革执行委员会。
2009年大选后，蒂娜正式进入国民议会，其后被雅各布·祖马内阁任命为農業、林業和漁業部部长。2014年大选后，蒂娜又被委任为能源部部长。2017年3月，蒂娜在内阁重组中被撤职，其后离开国民议会。2019年，蒂娜在大选中再次入选国民议会，并再次当选警察事务组合委员会主席。

## 早年生活与教育
蒂娜在家中的六个孩子中排行第五，出生于開普省的金伯利。她的高中就读于当地的William Pescod高中，其后她又从开普敦大学取得了教育专业执行管理文学学士学位，后又自西开普大学取得了英语和历史专业文学学士学位以及一个更高级的教育学学位。

## 早期职业
1985年到1986年间，蒂娜隶属于阿扎尼亚学生组织。1987年，蒂娜进入Pescodia High高中任教。1989年至1991年，蒂娜当了一段时间的历史指导老师。1990年，蒂娜进入西开普大学的英语学院担任研究助理。1992年至1993年间，蒂娜在全国教育协调委员会（National Education Coordinating Committee）和教育发展信托（Education Development Trust）担任了一名英语导师，期间亦有在Homevale高级中学任教。
1992年，蒂娜加入了全国人民教育小组（National People's Education Panel），同年又成为了南非民主教师联盟的全国代表、民主大学职工会联合会（Union of Democratic University Staff Association）成员以及非洲人国民大会全国教育及文化服务处的地区代表团成员。1993年到1994年间，蒂娜进入自由州大学英语学院担任了一名讲师。

## 北开普省时期：1994年–2009年
1994年，蒂娜在大选中代表非洲人国民大会被选入了刚刚成立的北开普省立法会。进入立法会后，蒂娜又被省长曼內·迪皮科（Manne Dipico）任命为教育、艺术及文化执行委员会成员。当时的蒂娜年仅三十岁，因此在政界引发了诸多怀疑。在1999年大选中，蒂娜成功获得在执行委员会中留任，惟职责范围缩减到了仅负责教育领域。蒂娜任职期间，北开普省的入学考试参与率达到最高，2000年，省内通过率低于20%的学校数量被成功减少到零。
2014年，迪布·彼特斯在大选中当选新任北开普省省长，并将蒂娜指派到了农业及土地改革执行委员会，而先前教育执行委员会的位置则由Gomolemo Lucas代替。2006年，蒂娜被一份农业杂志列为农业执行委员会中表现最好的官员。

## 国家政府时期

### 農業、林業和漁業部部长：2009年–2014年
蒂娜在2009年的大选中入选了国民议会，又在不久后被总统雅各布·祖马任命为農業、林業和漁業部部长。
2012年11月，公共保护人图利·马东塞拉（Thuli Madonsela）指出蒂娜在2009年12月因职务需要飞往瑞典的同时为自己安排了一次圣诞节度假，途中带上了她的孩子以及一名互惠生，但由于总统府发出的召回命令，蒂娜必须于2010年1月回国，度假安排亦因此而不得不被缩短，而她的孩子和那名互惠生的回国机票也使用了公费支付，合共花费了151,878南非兰特，相关行为不符合《高管道德法令》（Executive Ethics Code）以及《部长手册》（Ministerial Handbook）的规定。另外，马东塞拉还发现蒂娜在前往比勒陀利亞和开普敦履职时，于等待分配住所期间一直住在高档酒店和贵宾房，前后一共花费了900,795南非兰特。针对以上事宜，马东塞拉建议总统祖马应对蒂娜提出批评。2013年3月，祖马致信国民议会议长马克思·西苏鲁，确认已对蒂娜提出了批评。议员安妮特·斯泰恩（Annette Steyn）对此表示不满，她认为不应仅仅对蒂娜提出批评，而还应该让她对之前消耗的费用作出赔偿。后来蒂娜的发言人表示蒂娜已开始着手赔偿瑞典之行的机票费用，但不愿透露还款进度。
2013年12月，马东塞拉又指出，農業、林業和漁業部曾与赛昆加洛海洋服务联盟（Sekunjalo Marine Services Consortium）签订过一份合同，计划交由后者监管海洋资源，但合同的标的高达8亿南非兰特，超出了正常范围，认为蒂娜对此次招标处理不当，并指蒂娜还曾试图干预针对该合同的调查。马东塞拉表示赛昆加洛海洋服务联盟以不同公司的名义对提交了四份单独的投标，并且还提交了一份虚假声明，称其持有一份承诺防止任何形式的串通投标的证书，但实际上该公司并不符合广义黑人经济赋权法案（Broad-Based Black Economic Empowerment Act，B-BBEE） 的要求，原因就是根本没有证书。另外，由于赛昆加洛海洋服务联盟没有任何码头或船坞的管理权，有专家认为让其管理海洋资源的合适性存疑。最终相关合同遭到取消，涉事船只的监管权也被转交给了南非海军，之后这些船只在超过20个月的时间里均未被使用。蒂娜曾针对这次指控提起上诉，但于2017年3月13日被北豪登省高级法院驳回。

### 能源部部长：2014年–2017年
2014年，蒂娜在大选中被选为能源部部长。
2018年末，战略燃料基金（Strategic Fuel Fund，SFF）以29美元每桶的价格将1000万桶石油低价卖给了私人企业。2016年，蒂娜在向国民议会作出的预算演讲中称这些石油并非是被卖掉，而是由各方轮流管理。但后来蒂娜的继任者玛莫罗科·库巴伊表示蒂娜的说法不实，这些石油实际上就是已经被卖掉。不过在2020年9月，公共保护人布西西维·姆克维贝恩（Busisiwe Mkhwebane）表示蒂娜与这笔交易并无牵连，而是受到了时任战略燃料基金老板西布西索·加米迪（Sibusiso Gamede）的误导。同年11月，西开普省高级法院判定该次交易无效。
2014年9月，蒂娜与俄罗斯签署了一份政府间协议，允许俄羅斯國家原子能公司在2030年前于南非境内建立总发电量最高可达9.6GW的核电厂，相应花销最高可达1万亿南非兰特。2015年10月，约翰内斯堡非洲地球生命组织（Earthlife Africa Johannesburg）和南非信仰社区环境研究所（Southern African Faith Communities' Environment Institute，Saifcei）对协议双方提起上诉，并质问政府在作出这项决定时为何不先向议会说明。2017年4月，西开普省高级法院一名法官宣布支持原告意见，宣布政府与俄羅斯國家原子能公司之间的协议以及蒂娜提出的让南非国家电力公司管理国家核能源的提议均不合法。
2019年3月30日晚间，祖马发起了一次内阁重组，革除了蒂娜能源部部长的职位，并指派玛莫罗科·库巴伊接替，而蒂娜于次日离开了议会。

## 重返议会：2019年
2019年，蒂娜在大选过后重新回到了议会工作，随后非洲人国民大会又宣布将推举蒂娜作为该党参选警察事务组合委员会主席的候选人，最终蒂娜于7月2日以5票对3票击败民主联盟的安德鲁·惠特菲尔德，成功当选。
2021年4月7日，为了决定公共保护人布西西维·姆克维贝恩的去留，第194条调查委员会正式成立，蒂娜为该委员会的成员之一。

## 非洲人国民大会时期
1998年，蒂娜当选为非洲人国民大会婦女聯盟北开普省地区主席。同年，蒂娜又被选为南非共产党北开普省主席，并进入了该党的中央委员会。2003年，蒂娜当选为非洲人国民大会省级执行委员会财务主管，其后一直履职到了2008年，其位置由尤兰达·博塔接替。
2007年，蒂娜在非洲人国民大会的第52次全国大会上成功入选该党的全国执行委员会，该委员会由80人组成，而蒂娜的得票数位居第78，之后她又经委员会选举，进入了该党的非洲人国民大会全国工作委员会（National Working Committee，NWC），正式接手负责党内日常运作。
2012年10月，蒂娜表态支持祖马的党主席连任竞选。12月，非洲人国民大会在第53次全国大会上宣布祖马成功获得连任，而蒂娜亦得以继续留任全国执行委员会。2013年1月，蒂娜再次被全国执行委员会推选为全国工作委员会成员，其后她在第54次全国大会上再次得以继续留任全国执行委员会，又在2018年1月再次入选全国工作委员会。
2022年12月，蒂娜在第55次全国大会上被提名为北开普省候选人团队成员，以与諾維拉·莫庫亞尼（Nomvula Mokonyane）竞争副全国执行委员会总书记一职。根据规定，候选人提名存在25%的门槛，而此次蒂娜的提名由于有西开普省和东开普省的支持而成功达到标准，惟此次选举最终由莫庫亞尼获胜。后来蒂娜又凭借1726票（总投票人数4,029人）位居第13，再次留任全国执行委员会。2023年1月，蒂娜又一次入选全国工作委员会。

## 个人生活
蒂娜的丈夫为瑞典商人索瓦德·彼得森（Thorvald Pettersson），后者于2006年去世。两人育有两个儿子。图利·马东塞拉在2012年对蒂娜提出挪用公费指控时，就表示蒂娜当时带着孩子去瑞典就是为了看望家人。
2023年6月5日，经非洲人国民大会议会首席党鞭佩姆米·馬約迪納（Pemmy Majodina）证实，蒂娜在其隆德伯西的家中因病去世。
在去世之前，布西西维·姆克维贝恩的丈夫曾指控蒂娜与佩姆米·馬約迪納和Richard Dyantyi等在调查姆克维贝恩时向他索要600,000南非兰特的贿赂，并扬言如此做便可以停止调查。姆克维贝恩的丈夫表示蒂娜是第一个联系他的人，并向法庭展示了蒂娜和他在WhatsApp上的聊天记录，记录中蒂娜以“有重要事情”为由提出在3月21日与姆克维贝恩的丈夫见面，并称她已为此专门找了一家没有摄像头的酒店。据姆克维贝恩的说法，蒂娜就是在此次会面中提出的收贿要求。随后在3月22日，蒂娜又多次要求姆克维贝恩参加所谓“重要会面”，其中蒂娜在上午11:57的信息中催促姆克维贝恩的丈夫“赶快，他们已经准备好了”，而“他们”指的就是馬約迪納和Dyantyi。3月26日，蒂娜再次联系姆克维贝恩的丈夫，询问他“今天下午能否将事情办完”，后者随后给出回复，并询问是否需要单独见面，蒂娜随即回复“是”。法庭认为该日即是蒂娜希望姆克维贝恩的丈夫送出贿赂的日期。之后记录显示双方又有多次见面安排，但姆克维贝恩的丈夫一直未能见到馬約迪納和Dyantyi。在作出控告时，姆克维贝恩的丈夫要求法庭查清楚这些贿赂到底是只给蒂娜还是分开给上述三人。
对于蒂娜的死因，南非警察服务（South African Police Service）表示有足够证据表明她并非正常死亡，并在2023年6月20日宣布开始对此展开调查。